# Musikwettstreit zwischen Pan und Apollo

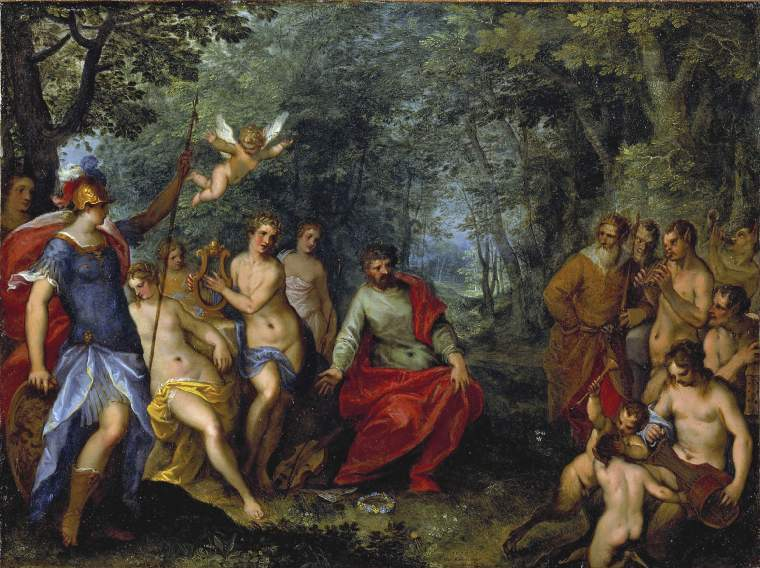
Johannes Rottenhammer: Der Wettstreit zwischen Apollo und Pan; in der Mitte Tmolus, links Phoebus-Apollo mit Athene, rechts Pan mit Midas

Der Musikwettstreit zwischen Pan und Apollo ist ein Motiv der griechischen Mythologie, das in der lateinischen Fassung Ovids (Metamorphosen 11, 150–193) in der europäischen Kunst- und Kulturgeschichte seit der Renaissance wirksam wurde.

## Vorovidische Zeugnisse
Die musikalische Herausforderung, die der bockbeinige Hirtengott Pan mit der Syrinx an Phoebus-Apollo mit der Kithara richtet, hat eine Parallele in der musikalischen Herausforderung des Satyrs Marsyas mit dem Aulos an denselben Gott, die ebenfalls in Ovids Metamorphosen erwähnt wird, dort mit Schwerpunkt auf der Schilderung der grausigen Strafe (6, 382–400). Der Marsyas-Mythos ist wohl eine Vorform der Pan-Version, jedenfalls wurden später Elemente aus beiden vermischt, so bei Hyginus (Fabulae 191). Ist im Marsyas-Mythos das Häuten des Herausforderers ursprünglich weniger „Strafe“ als mythische Ätiologie für die Erfindung der Sackpfeife – also einen kulturellen Fortschritt –, so zeugen die Eselsohren des Midas von einem archaischen Eselskult – auch vom „strahlenden“ Apollo gibt es eselsohrige Darstellungen – und wurden erst später auf ein verkehrtes Gehör gedeutet. Die im Abendland wirksam gewordene Kontrastierung von musikalischer Primitivität (Pan) und verfeinerter Hochkultur (Apollo) ist ein relativ junges Deutungsmuster des Mythos, das jedoch bei Ovid offensichtlich schon vorausgesetzt ist.

## Die Szene bei Ovid

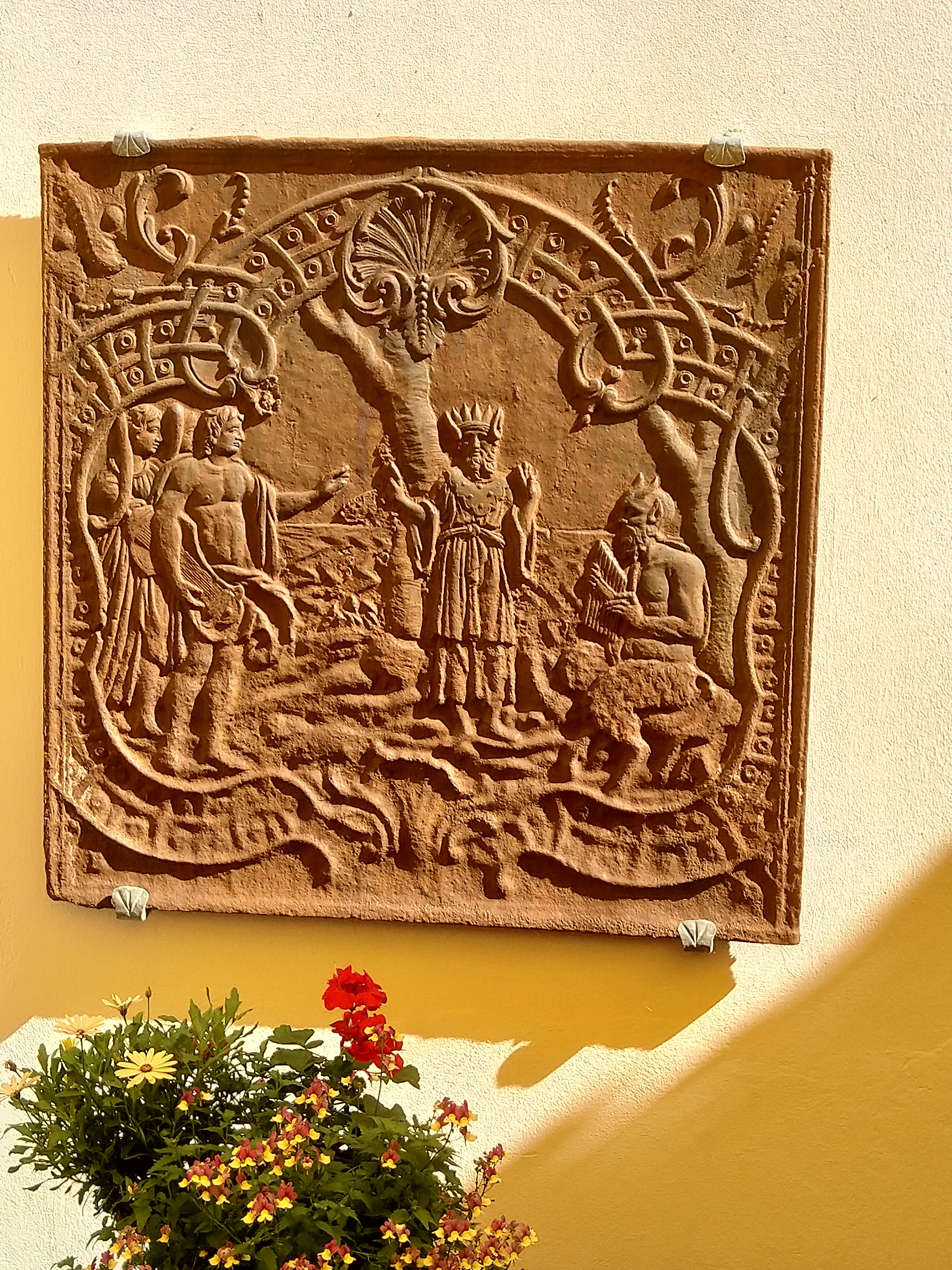
Das Urteil des Midas (Relief auf einer gusseisernen Ofenplatte)

Der römische Dichter Ovid erzählt die Begebenheit als ein weiteres Beispiel für die Torheit des mythischen Königs Midas, dem zuvor der Wunsch, alles, was er berühre, möge zu Gold werden, Verderben gebracht hatte und der sich nun in den Wäldern und Grotten des Hirtengottes Pan aufhält.
Vor der Kulisse des Bergzugs Tmolos in Lydien spielt Pan den Nymphen auf seiner Syrinx vor und rühmt sich, schöner zu musizieren als der Olympier Apollo. Er appelliert an den Berggott Tmolos ein Urteil zu fällen. Dieser macht seine Ohren von Bäumen frei und erklärt sich dazu bereit. Der Hirtengott lässt sodann seine Panflöte erklingen. Nach dem Flötenspiel des Pan wendet sich Tmolos Apollo zu. Blondgelockt, purpurgewandet und lorbeerbekränzt trägt dieser in Künstlerpose sein Spiel auf der Kithara vor. Entzückt erklärt Tmolos Apollo zum Sieger; alle Umstehenden applaudieren. Einzig König Midas, der am Klang der Panflöte mehr Gefallen gefunden hatte, protestiert. Aus Verärgerung über den törichten Protest verwandelt Apollo die Ohren des Midas in Eselsohren – von Ovid anschaulich beschrieben. Midas verhüllte seitdem seine langen Ohren schamhaft mit einer roten Mütze. Sein Barbier aber bemerkt das Geheimnis und flüstert es, da er es nicht für sich behalten kann, in ein Erdloch, das er anschließend verschließt. Von den sprießenden Binsen aber wird die Kunde vom Geheimnis des Midas mit dem Wind in alle Himmelsrichtungen getragen, so dass alle Menschen davon erfahren.
So kam der Begriff Binsenweisheit in unseren Wortschatz.

## Bearbeitungen in Theater, Musik und bildender Kunst
- Der Streit zwischen Phoebus und Pan, Kantate von Johann Sebastian Bach
- Das Urteil des Midas, Lustspiel von Christoph Martin Wieland
- König Midas, Oper von Wilhelm Kempff